# HTC Desire
De HTC Desire, ook bekend met de codenaam HTC Bravo is een smartphone die ontwikkeld werd door HTC. De HTC Desire draait op Google Android 2.2 met de grafische schil HTC Sense. Het toestel heeft een 3,7 inch-touchscreen en heeft geen fysiek toetsenbord. Verder is het uitgerust met een 1GHz-Snapdragon-processor en een 5,0 megapixel-camera met ledflitser. De Desire is ontworpen om de concurrentie aan te gaan met Apple iPhone, en ook met de Google Nexus One.

## Uitgave
De HTC Desire is vanaf 8 april 2010 overal in Nederland en België leverbaar bij de bekende verkooppunten in de kleuren bruin en zilver. De zilveren editie is echter exclusief aan een aantal webshops.